# Un buen matrimonio
Un buen matrimonio (A Good Marriage) es una novela corta de Stephen King, publicada en su colección Todo oscuro, sin estrellas (2010).

## Argumento
Darcy Anderson ha estado casada con Bob, un contable de Portland, Maine, por 27 años. Dirigen un negocio de pedidos por correo, vendiendo y adquiriendo monedas poco comunes. Tienen una relación feliz y un matrimonio ejemplar aunque monótono. Pero una noche, mientras Bob está fuera haciendo negocios, Darcy va al garaje a buscar pilas. Hurgando entre las pertenencias de Bob, se topa con una revista pornográfica en la que se muestran imágenes sadomasoquistas. Desconcertada por la revista (y por el hecho de que esté en posesión de Bob), Darcy encuentra un compartimiento secreto debajo del zócalo del garaje y realiza un descubrimiento más terrible: una pequeña caja que contiene las tarjetas de identificación de Marjorie Duvall, una víctima de un asesino serial conocido como "Beadie".
Bob llama a Darcy y percibe su angustia; ella le miente respecto a la razón de su inquietud. Más tarde, Darcy googlea "Beadie" y coteja los registros de los negocios de Bob con los lugares de los asesinatos, descubriendo que Bob se encontraba en las proximidades de la mayoría de los crímenes. Cuando Darcy despierta a la mañana siguiente, se encuentra con que Bob ha deducido su descubrimiento y regresado temprano a casa. Él procede a explicar tranquilamente su locura a su horrorizada esposa, recordando cómo él y un sádico amigo llamado Brian Delahanty (apodado "BD", a partir de lo cual se deriva el nombre de Beadie) planearon un tiroteo en el instituto, cuando eran adolescentes. Delahanty fue atropellado por un camión antes de que pudiesen llevarlo a cabo, pero Bob afirma que lo ha "infectado" con "ciertas ideas", lo que dio como resultado a sus impulsos homicidas.
Bob dice que después de que Darcy se casó con él y le ayudó a criar a sus hijos, su álter ego asesino nunca lo llevó a matar nuevamente por varios años. Suplica a Darcy para dejar el asunto de lado, por el bien de ella y el de su familia. Luego de reflexionar sobre ello, Darcy finge estar de acuerdo en hacerlo, con la condición de que él entierre las tarjetas de identificación de Duvall en el patio trasero. Bob cree que Darcy ha dejado la verdad de lado, cuando en realidad ella está pensando en una forma de prevenir que vuelva a asesinar. Unos meses después de los descubrimientos de Darcy, un eufórico Bob encuentra una extraña moneda de 1955 con el año tallado dos veces, y la pareja sale a Portland para celebrar. Cuando Bob se emborracha con champán, Darcy elabora un plan para asesinarlo.
Tras llegar a casa, Darcy le pide a Bob que sirva un poco de Perrier mientras ella le espera arriba, aparentemente para tener sexo. Sin embargo, cuando Bob llega, Darcy lo empuja escaleras abajo, rompiendo su brazo, cuello y espalda. Luego se las arregla para meter una bolsa de plástico y un paño de cocina en su garganta, matándolo. Darcy logra convencer a las autoridades y a sus hijos de que Bob murió en un accidente por borrachera, y no recibe sospechas por haber cometido un juego sucio. Darcy asume que el asunto se ha acabado.
Sin embargo, poco después de que Bob es enterrado, un detective retirado llamado Holt Ramsey visita la casa. Ramsey investigó los asesinatos de Beadie y había interrogado a Bob luego de la muerte de Stacey Moore, otra víctima, quien trabajaba en un restaurante que Bob frecuentaba en sus viajes de negocios. Ramsey le dice a Darcy que sospechaba de Bob por los asesinatos, debido a que su Chevrolet Suburban había sido visto en los vecindarios de cada una de las víctimas. Darcy se da cuenta de que Ramsey ha descubierto su papel en la muerte del propio Bob. Una vez que admite la verdad, el detective le asegura que "hizo lo correcto" y se va; antes de hacerlo, ella le cuenta sobre Delahanty. Darcy entiende lo cerca que estuvo Bob de ser atrapado y de que no era tan inteligente como él se había creído. También descubre que ahora puede estar en paz consigo misma.

## Contexto
En el epílogo de Todo oscuro, sin estrellas, King afirma que el personaje de Bob Anderson fue inspirado por Dennis Rader, el famoso "asesino BTK". Como Rader, Anderson tortura y mata grotescamente a sus víctimas, luego envía por correo la identificación de las mismas a la policía; las víctimas de Anderson, como las de Rader, son mujeres y niños. También como Rader, Anderson es un pilar de la comunidad, bien visto por sus amigos y colegas. King dice que se sintió inspirado a escribir la historia después de la protesta pública contra Paula, la esposa de Rader, quien había estado casada con él por casi treinta años y sin embargo parecía no tener conocimiento de los crímenes.

## Adaptación cinematográfica
El 19 de abril de 2012, se anunció que Will Battersby y Peter Askin se encuentran produciendo una adaptación de Un buen matrimonio, con Askin dirigiendo el guion que Stephen King escribió de su propia obra. El 11 de septiembre de 2012, se anunció a Joan Allen como el protagonista de la película.